# Distoleon annulatus
Distoleon annulatus är en insektsart som först beskrevs av Klug in Ehrenberg 1834.  Distoleon annulatus ingår i släktet Distoleon och familjen myrlejonsländor. Inga underarter finns listade i Catalogue of Life.